# Oporinia fraxinaria
Oporinia fraxinaria är en fjärilsart som beskrevs av Harris 1915. Oporinia fraxinaria ingår i släktet Oporinia och familjen mätare. Inga underarter finns listade i Catalogue of Life.